# Louis-Fürnberg-Denkmal

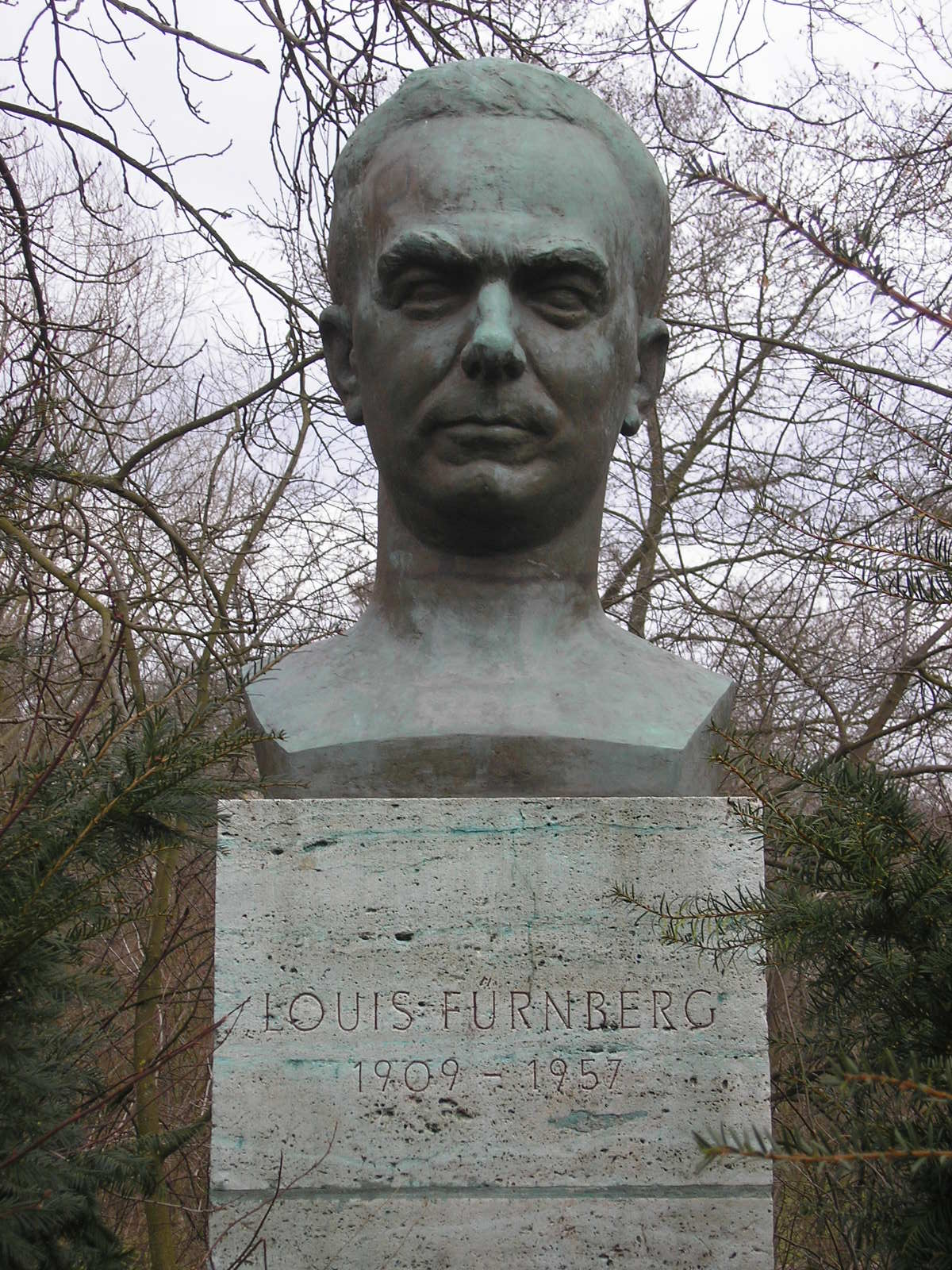
Louis-Fürnberg-Denkmal im Park an der Ilm

Das Louis-Fürnberg-Denkmal in Weimar schufen Martin Reiner und Franz Dospiel.
Den Bronzekopf für das monumentale Denkmal für Louis Fürnberg nahe dem Schlossplatz vor dem Weimarer Stadtschloss im Park an der Ilm schuf 1961 Martin Reiner, während Franz Dospiel den Sockel aus Travertin fertigte. Sowohl Fürnberg, der in Weimar am 23. Juni 1957 verstarb, als auch Dospiel und Martin Reiner stammten aus der Tschechoslowakei. Für die frühe Geschichte der DDR ist Fürnberg vor allem mit dem Lied der Partei in Erinnerung geblieben, zu dem Ernst Busch die Melodie komponierte. Er selbst soll einmal gesagt haben, dass ihm dieses Lied einmal sehr schaden würde. Das tat es in der Tat, denn er wird in der Erinnerung fast ausschließlich damit assoziiert. Der polnische Nationaldichter Adam Mickiewicz, dem Fürnberg die Begegnung in Weimar widmete, steht auch unweit des Stadtschlosses als Adam-Mickiewicz-Denkmal, jedoch so, dass eine Sichtbeziehung nicht möglich ist. Der heutige Standort ist nicht der ursprüngliche. Er wurde 1974 neu ausgerichtet.